# Arga skånska män
Arga skånska män är en svensk youtubeduo från Malmö, bestående av Danny Pedersen och Tim Lindqvist. På kanalen laddar de upp videoklipp när de spelar datorspel och videobloggar.
Duon har tidigare varit med i influerarnätverket Splay och United Screens.

## Historia
2012 skapade de dåvarande klasskompisarna på Malmö Universitet Danny Pedersen och Tim Lindqvist en youtubekanal tillsammans. Den första videon de laddade upp på sin youtubekanal heter "En kväll med Battlefield 3" där de spelar Battlefield 3.
17 april 2013 skapade duon en ny youtubekanal med namnet "Skånska Dubbningar". Kanalen publicerar dubbade videoklipp från filmer och tv-program. Ett videoklipp från kanalen blev 2017 nominerad till Årets video i Guldtuben. Video som blev nominerad bestod av klipp från Europamästerskapet i fotboll 2016 som sedan blev dubbat på skånska. Flera videoklipp från kanalen har fått stor uppmärksamhet.
År 2018 lanserade de sitt eget e-handelsföretag Slask som säljer kläder och kökstillbehör, såsom glas.   
20 november 2019 skapade duon en ny youtubekanal vid namn "Tim & Danny" som endast publicerar videobloggar, oftast inriktade på matrecensioner.  
Sedan januari 2020 är Arga skånska män med i podcasten "Män i grupp", tillsammans med Björn Carlsson, Jacob Koc och Christoffer Borg.
2021 var duon med i CS:GO-turneringen Kändiskampen tillsammans med andra kända youtubeprofiler.

## Videor och sändningar
De har runt 356 000 (2022) visningar på sin youtubekanal i månaden och har laddat upp totalt 1644 youtubevideor.

## Priser och utmärkelser
| År   | Pris      | Kategori    | Resultat  | Övrig information                                 |
| ---- | --------- | ----------- | --------- | ------------------------------------------------- |
| 2015 | Guldtuben | Årets serie | Nominerad | Serien Jakten på simkunnighet blev nominerad      |
| 2016 | Guldtuben | Årets gamer | Nominerad |                                                   |
| 2017 | Guldtuben | Årets video | Nominerad | Videon Fotbolls-EM 2016 på skånska blev nominerad |